# Julio Domínguez
Julio Domínguez «El Bardino» (Algarrobo del Águila, Chical Co, La Pampa, 20 de diciembre de 1933 – Santa Rosa, La Pampa, 11 de febrero de 2007) fue un músico y poeta argentino.

## Biografía
En 1948 al instalarse el dique Los Nihuiles, se quedan sin agua, el Oeste pampeano y sus habitantes se ven obligados a emigrar. Domínguez llegó con su familia a Santa Rosa, pasada su adolescencia; carente de instrucción, se desempeña en distintas tareas, desde lustra botas hasta llegando a ser mozo. En el Club Santa Rosa conoce y empieza a conectarse con poetas como Juan Carlos Bustriazo Ortiz, Edgar Morisoli, Ana María Lasalle, Julio Colombato, Norberto Righi, entre otros. Con Righi establece un vínculo amistoso, y este al leer alguno de sus textos le dijo a sus compañeros: «Ha nacido un nuevo poeta para La Pampa».
Es bien recibido y pronto da a conocer sus canciones, que lo elevan a tal popularidad que él mismo se sorprendió. Acompañado de una guitarra (marca Tango) comenzó a interpretar milongas, en lugar de las zambas y chacareras de moda en Argentina a partir del éxito del Festival de Cosquín. A partir de esos momentos, la participación tuvo un ritmo vertiginoso. Su debut tuvo lugar en el teatro Alberdi de San Miguel de Tucumán. Luego de recorrer varios escenarios de La Pampa; su temática causó admiración por lo novedoso del vocabulario, que lo hace acreedor del apelativo de «El Bardino» por su lealtad con la zona del oeste de La Pampa.

## Poesía
Entre sus obras se destacan: Tríptico para el Oeste, Canto al Bardino, Rastro Bardino, A Orillas de Santa Rosa, Comarca, entre otros. Parte de su obra permanece inédita. Varias de sus canciones alcanzaron gran popularidad como La Chilquita y Milonga Baya. Sus dos últimas ediciones son No tan cuentos. Cuentos y relatos de La Pampa (2004) y Guitarra Marca tango (2005).

## Cine
Participó en varias secuencias de ATC, hoy canal 7, y en el canal Infinito. El productor Horacio O'Gorman realizó un vídeo de 55 minutos llamado Homenaje, sobre la obra del poeta en los ámbitos donde transcurrió su infancia. Varias veces apareció en programas de Canal 3 de Santa Rosa, La Pampa.

## Premios
Entre los más relevantes premios que logró está el premio «Testimonio» que le otorga el Gobierno de La Pampa al poeta en el año 1999. El 16 de octubre de ese mismo año la Cámara de Diputados de La Pampa le otorga la distinción de «Pampeano Destacado».
En junio de 2001 fue invitado a Cuba donde ofreció una conferencia en el marco del encuentro denominado La Décima Espinela, origen y proyección en América Latina.